# マナサ・サウロ
マナサ・サウロ（Manasa Saulo、1989年4月6日 - ）は、スーパーラグビーフィジアン・ドゥルアに所属するラグビー選手。

## プロフィール
- フィジー・スバ出身。
- ポジションはプロップ(PR)。
- 身長 182cm、体重 132kg
- ニックネームはStar Fish[1]。
- フィジー代表キャップは47（2020年7月現在）でラグビーワールドカップ2015・ラグビーワールドカップ2019のフィジー代表に選ばれた[2]。

## 略歴
ティミショアラ・サラセンズ、RCトゥーロンを経て、2017年、ロンドン・アイリッシュに加入。
2021年、フィジアン・ドゥルアに加入。